# Мадади
Мадади (фр. Madadi) — деревня в Чаде, расположенная на территории региона Западный Эннеди. Входит в состав департамента Фада.

## География
Деревня находится в северо-восточной части Чада, в южной части Сахары, на высоте 521 метров над уровнем моря.
Мадади расположен на расстоянии приблизительно 927 километров к северо-востоку от столицы страны Нджамены. Ближайшие населённые пункты: Унианга-Серир, Унианга-Кебир.
Климат деревни характеризуется как аридный жаркий (BWh в классификации климатов Кёппена).

## Транспорт
Ближайший аэропорт расположен в городе Фада.